# Murderock - Uccide a passo di danza
Murderock - Uccide a passo di danza è un film del 1984, diretto da Lucio Fulci.
Durante un'intervista alla trasmissione Ciao Gente, il regista nel pubblicizzare l'uscita del film al cinema dichiarò che lo stesso rientrava all'interno della Trilogia della musica: il progetto prevedeva la realizzazione di altri due film che si sarebbero dovuti intitolare Killer samba e Thrilling blues, ma non andò a compimento a causa della malattia che costrinse Fulci a star fermo due anni.

## Trama
Un gruppo di ballerine professioniste (dell'Arts Living Center), guidate dall'istruttrice Candice Norman, è vittima di un serial killer. Sta alla polizia individuare l'autore di questi tragici delitti compiuti con un enorme spillone. Diverse ballerine vengono uccise, una dopo l'altra. L'assassino, dopo averle stordite con il cloroformio, le finisce conficcando loro uno spillone nel cuore. A causa del grosso stress, Candice Norman sogna spesso di essere uccisa. Nel sogno l'assassino ha il volto di George Webb, un fotomodello pubblicitario amico di Candice. La donna non rivela a George il suo sogno ma, col passare del tempo, si convince che l'omicida sia proprio lui. La polizia, capeggiata dal tenente Borges, segue le tracce di sangue lasciate dal killer e in un crescendo di avvenimenti si giunge alla verità. L'assassino è proprio Candice che, all'età di sedici anni, fu investita da un pirata della strada riportando fratture che ne interruppero la brillante carriera di ballerina. Solo successivamente Candice scoprì che il pirata della strada era proprio George Webb: che nel suo sogno rivestiva il ruolo dell'assassino ossia di colui che, emblematicamente, uccise il suo domani. Il movente omicida di Candice aveva lo scopo di bloccare la carriera a nuove e brillanti leve cercando poi di far accusare George degli stessi omicidi. Scoperta Candice si suicida.

## Citazioni
Nei titoli di coda viene citata la frase Spesso il delitto non è che una forma distorta di impegno umano, tratta dal film Giungla d'asfalto di John Huston.